# Réserve biologique dirigée de la Montagne des Frêtes
La réserve biologique dirigée de la Montagne des Frêtes est une aire protégée de France ayant le statut de réserve biologique dirigée. Elle se trouve dans le nord-ouest du massif des Bauges, sur l'ubac de la montagne des Frêtes, entre le plateau des Glières au sud et le Champ Laitier au nord. Elle mesure 244,58 hectares de superficie sur la commune de Fillière en Haute-Savoie.